# Манькута Владислав Анатолійович
Владислав Анатолійович Манькута (нар. 24 квітня 1968) — радянський та український футболіст, виступав на позиції нападника та півзахисника.

## Життєпис
У 1985-1986 роках виступав за дубль донецького «Шахтаря», зіграв 17 матчів у першості дублерів.
На дорослому рівні розпочав виступати в 1988 році в команді «Зірка» (Кіровоград) у другій лізі. Потім грав у другій та другий нижчій лізі за «Нафтовик» (Охтирка), «Новатор» (Маріуполь), «Вулкан» (Петропавловськ-Камчатський), «Шахтар» (Павлоград), «Авангард» (Рівне). У складі клубу з Рівного став фіналістом Кубку Української РСР 1991 року, в одному з фінальних матчів відзначився голом.
Після розпаду СРСР виступав у першій лізі України за «Верес» (Рівне) і в другій лізі — за «Хімік» (Житомир), «Азовець» (Маріуполь), «Медіта» (Шахтарськ). У 1994-1995 роках грав у третій лізі Росії за «Істочнік» (Ростов-на-Дону).
У 1995 році перейшов в казахстанський «Актобе». Перший матч у чемпіонаті Казахстану зіграв 2 червня 1995 проти «Кайрата», а першим голом відзначився 18 серпня 1995 року в воротах «Востока». Влітку 1997 року перейшов у «Кайсар», де виступав до 1999 року, після чого завершив професіональну кар'єру. Всього у вищій лізі Казахстану зіграв 104 матчі та відзначився 4 голами. У складі «Кайсара» — фіналіст (1998) та володар (1999) Кубку Казахстану.
Після закінчення кар'єри зайнявся бізнесом у Донецьку.

## Титули і досягнення
- Володар Кубка Казахстану: 1998/1999